# Archidendron grandiflorum
Archidendron grandiflorum es una especie de árbol perteneciente a la familia de las fabáceas. Es originaria de  Australia.

## Descripción
Es un pequeño árbol que alcanza un tamaño de 15 m de altura, con el tronco marrón oscuro, ± estriado. Las hojas generalmente con 2-5 pares de pinnas, rara vez algunas hojas con sólo un par; raquis de 7-10 cm de largo; foliolos opuestos, 2-4 pares, ovadas a lanceoladas, de 4-10 cm de largo, 2-4 cm de ancho, ápice romo, discoloura, ambas superficies glabras y brillante;  pecíolo de 2-6 cm de largo. Las inflorescencias a menudo formando panículas terminales, con ± 4-8-flores, 6-10 cm de diámetro. Cáliz 8-10 mm de largo. Corola de 15-20 mm de largo. Estambres 30-50 mm de largo, de color carmesí con blanco en la base. Legumbres  ± oblongas, a veces curvadas, de 10-20 cm de largo, 20-25 mm de ancho interior, rojo, semillas c. 6 mm de largo.

## Distribución y hábitat
Crece principalmente en el bosque húmedo subtropical, cálido-templado y del litoral, al norte de Port Macquarie en Nueva Gales del Sur.

## Taxonomía
Archidendron grandiflorum fue descrita por (Benth.) I.C.Nielsen y publicado en Nordic Journal of Botany 2: 481. 1982.
Sinonimia
- Abarema grandiflora (Benth.) Kosterm.
- Albizia tozeri (F.Muell.) F.Muell.
- Feuilleea tozeri (F.Muell.) Kuntze
- Pithecellobium grandiflorum Benth.
- Pithecellobium tozeri F.Muell.[3][4]